# Asthena geminimaculata
Asthena geminimaculata är en fjärilsart som beskrevs av Eugen Wehrli 1923. Asthena geminimaculata ingår i släktet Asthena och familjen mätare. Inga underarter finns listade i Catalogue of Life.